# Marta Urbanová
Marta Urbanová, po mężu Daňhelová (ur. 14 października 1960 w Czeskich Budziejowicach) – czechosłowacka hokeistka na trawie, medalistka olimpijska.
Uczestniczka letnich igrzysk olimpijskich w Moskwie w 1980. Wystąpiła we wszystkich pięciu spotkaniach turnieju. Czechosłowackie hokeistki w swoim jedynym występie olimpijskim zdobyły srebrny medal.
W latach 80. występowała w klubie Meteor Czeskie Budziejowice.